# Little Silver
Little Silver é um distrito localizado no estado americano de Nova Jérsei, no Condado de Monmouth.

## Demografia
Segundo o censo americano de 2000, a sua população era de 6170 habitantes.
Em 2006, foi estimada uma população de 6089, um decréscimo de 81 (-1.3%).

## Geografia
De acordo com o United States Census Bureau tem uma área de
8,8 km², dos quais 7,2 km² cobertos por terra e 1,6 km² cobertos por água.

## Localidades na vizinhança
O diagrama seguinte representa as localidades num raio de 8 km ao redor de Little Silver.